# Oxacme dissimilis
Oxacme dissimilis är en fjärilsart som beskrevs av George Francis Hampson 1894. Oxacme dissimilis ingår i släktet Oxacme och familjen björnspinnare. Inga underarter finns listade i Catalogue of Life.